# Балаян Роман Гургенович
Роман Гургенович Балаян (нар. 15 квітня 1941, село Неркін Оратаг, Мартакертський район, Нагірно-Карабаська автономна область, Азербайджанська РСР, СРСР) —  радянський і український кінорежисер, сценарист і кінопродюсер вірменського походження. Лауреат Державної премії СРСР (1987). Народний артист України (1997). Лауреат Державної премії України імені Олександра Довженка (2024). Дійсний член Національної академії мистецтв України. Президент Спілки вірмен України.

## Життєпис
Роман Гургенович Балаян народився 15 квітня 1941 року в селі Неркін Оратаг Мартакертського району Нагірно-Карабаської автономної області Азербайджанської РСР. Роман — не характерне ім'я для вірмен. Але його батько Гурген Балаян, котрому так і не судилося побачити нащадка (він загинув у 1942 р. на війні), в листі попросив дружину назвати сина іменем загиблого побратима з Фінської війни.
У 1959—1961 роках був актором Степанакертського театру. У 1961 — 1964 роках він навчався на режисерському факультеті Єреванського театрального інституту, а в 1969 році Роман Балаян закінчив режисерський факультет Київського державного інституту театрального мистецтва імені І. Карпенка-Карого.
Як кінорежисер, Балаян починав у 1970 році на Київській кіностудії. У 1980-их працював викладачем у Москві на Вищих курсах сценаристів та режисерів Держкіно СРСР, в його майстерні зокрема навчався Сергій Маслобойщиков. Крім кінофільмів знімав телеверсії спектаклів Московського театру «Сучасник» («Анфіса», 1993; «Хто боїться Вірджинії Вульф?»).
Постійно живе і працює в Україні. Член Спілки кінематографістів України. Безпартійний.
З 1996 р. Роман Балаян є директором Телекінорадіокомпанії «Ілюзіон-фільмз» (продюсував фільми «Два місяці, три сонця», «Театр приречених»).

## Творчість

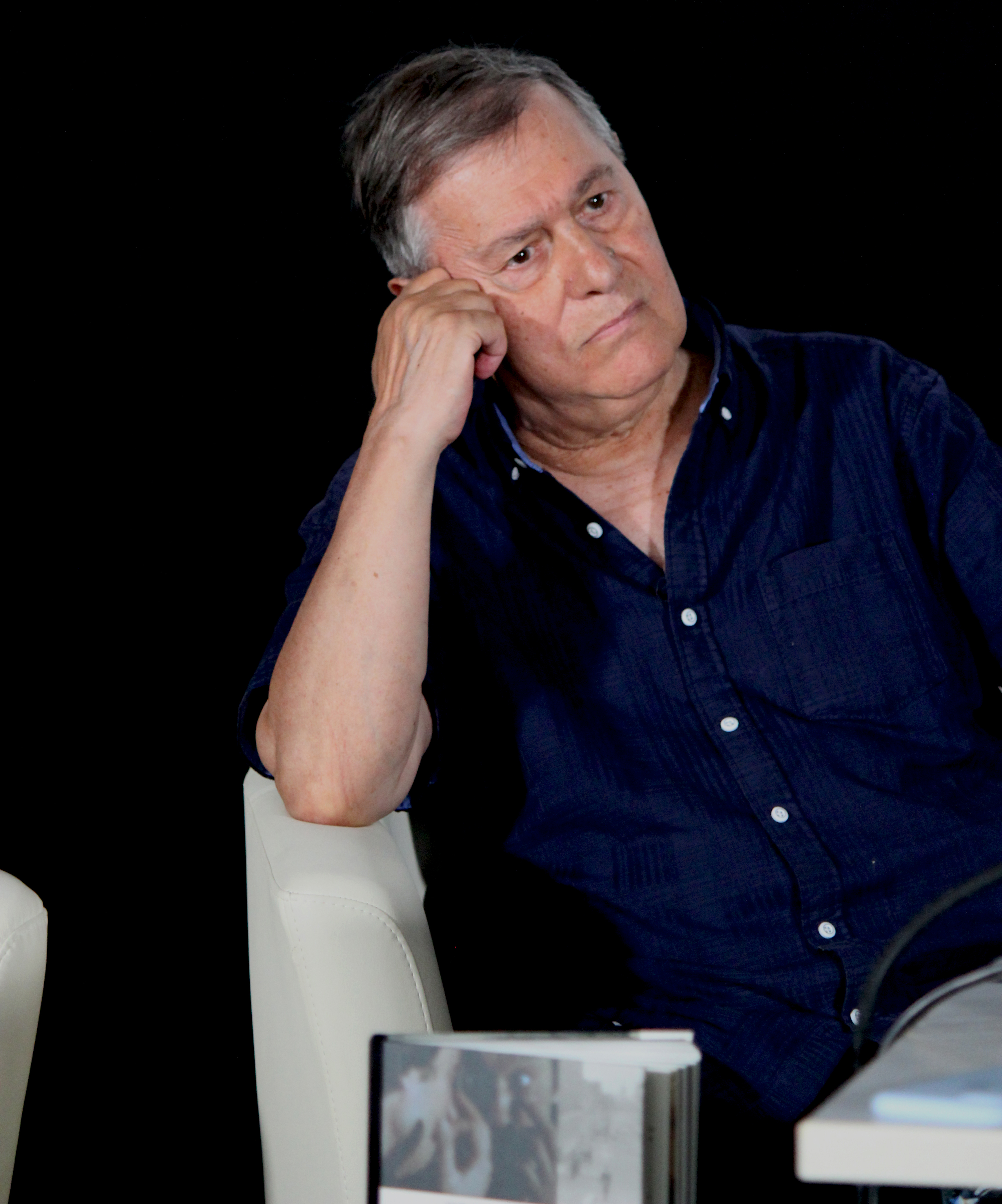
Роман Балаян на Книжковому Арсеналі 2021

Роман Балаян вважає себе учнем Сергія Параджанова. Як режисер дебютував у 1973 році, поставивши фільм «Ефект Ромашкіна». Другий художній фільм Балаяна «Бірюк» був номінований в 1977 році на Берлінале на «Золотого Ведмедя». Його фільм «Польоти уві сні та наяву» в 1987 році став одним з найкасовіших хітів радянського кіно. Знятий у 1982 і показаний в прокаті в середині перебудови, він приголомшливо узагальнив трагедію покоління, що жило в умовах глибоко абсурдних реалій режиму пізнього соціалізму. У 1986 році художній фільм Балаяна «Бережи мене, мій талісмане», дія якого відбувається в Болдіні, змоделював ситуацію Пушкіна і Дантеса в наш час. У фільмі знялася ціла плеяда знаменитих акторів: Олег Янковський, Тетяна Друбич, Олександр Абдулов, Олександр Збруєв, Михайло Козаков, Булат Окуджава. Цей фільм отримав «Золотий Тюльпан» Стамбульського міжнародного кінофестивалю. Після розпаду Радянського Союзу Балаян створює ряд фільмів, які мали великий глядацький успіх. Його художня драма «Два місяця, три сонця» (за сцен. М. Мареєвої) була номінована в 1998 році на Міжнародному кінофестивалі в Карлових Варах на «Кришталевий Глобус».
Головний тип балаянівського героя — відлюдник, якого роздирають суперечності, який не може знайти свого місця в навколишньому світі. Він зняв небагато фільмів, але вони незмінно викликають цікавість глядачів і високу оцінку критиків: «Польоти уві сні і наяву», «Леді Макбет Мценського повіту», «Два місяці, три сонця», «Райські птахи», «Філер».. У створенні багатьох своїх фільмів режисер брав участь також і як сценарист.
Працював з багатьма визнаними акторами, серед яких такі «зірки» як Олег Янковський, Олександр Абдулов, Олег Меньшиков, Олег Табаков, Людмила Гурченко, Микита Міхалков і Лев Дуров. При цьому своїм основним режисерським завданням вважав за необхідність «зламати всі попередні напрацювання та штампи актора і переконати його у своєму задумі, в своїй силі та розумі».

## Нагороди
- У 1987 році Балаян удостоєний Державної премії СРСР, фільм «Перше кохання» отримав приз «Ніка-95», а фільм «Ніч світла» — два призи на фестивалях вітчизняного кіно (від редакції «Московського комсомольця» та імені Андрія Тарковського).
- Фільм «Бережи мене, мій талісмане» у 1986 р.; отримав приз «Золоте плато» на кінофестивалі у м. Авеліно (Італія) та головний приз «Золотий тюльпан» у м. Стамбулі (Туреччина).
- Фільм «Райські птахи» отримав російську кінопремію «Ніка» у номінації «Найкращий фільм СНД і Балтії».[6].
- У 1997 р. отримав звання Народного артиста України, а в 2001 р. — Академіка Національної академії мистецтв України.
- Орден князя Ярослава Мудрого V ст. (21 серпня 2020) — за значний особистий внесок у державне будівництво, соціально-економічний, науково-технічний, культурно-освітній розвиток України, вагомі трудові здобутки та високий професіоналізм[7]
- Орден «За заслуги» I ст. (25 червня 2016) — за значний особистий внесок у державне будівництво, соціально-економічний, науково-технічний, культурно-освітній розвиток України, вагомі трудові здобутки та високий професіоналізм[8]
- Кавалер ордена «За заслуги» ІІ ступеня (2008).[9]
- Кавалер ордена «За заслуги» ІІІ ступеня (2001).[10]
- Державна премія України імені Олександра Довженка 2024 року — за видатний внесок у розвиток українського кіномистецтва[11]
- Лауреат Всеукраїнської програми «Лідери регіонів», 2002 р.

## Громадянська позиція
Під час російської інтервенції в Україну у березні 2014 року разом з іншими українськими діячами культури підписав листа до російських колег, в якому розвінчувалися міфи кремлівської пропаганди щодо Євромайдану та «утисків і навіть переслідування російськомовних людей».
У 2018 підтримав українського режисера Олега Сенцова, незаконно ув'язненого у Росії

## Роман Балаян про…

### … Україну
| ...закохався в українську мову. Нею пишу, читаю, можу й розмовляти, але соромлюся... В Росії чую від декого: ну що ти, Ромо, — все мова, мова... Кажу їм: вона надзвичайна! Не люблю слова «патріот», не вживаю його. Називаю себе відповідальним громадянином України. |

### … українців
| - Якби в Україні існували звання чи орден для людей, які все життя не перестають бути собою, хто гідний такої нагороди, на ваш погляд? - Це називається внутрішньою свободою, з якою за будь-якої зміни влади, світогляду людина не зраджує собі. Такі Іван Дзюба, Ліна Костенко, філософи-гуманітарії, люди моєї хвилі. - Хто ще з українських особистостей найрідніший вам по духу? - Ще був Іван Миколайчук. Якщо брати надто високо. |

### … Івана Миколайчука
| Іван Миколайчук любив усі мої фільми. «Бірюку» просто заздрив, а коли «Польоти...» подивився, сказав: "Не розмовлятиму з тобою, якщо виріжеш хоч один кадр". "А ти згадай, що я тобі сказав про «Вавилон», - відповів я. «Вавилон» він зняв на рік раніше. Письменники згоджувалися з думкою напівцекашною: фільм настільки геніальний, що якщо й виріжеш щось, нічого не зміниться. Я тоді встав і сказав: "Іване, якщо хоч кадр виріжеш з цього фільму, він дуже зміниться". |

### … акторів
| Окрім таланту, Олег (Янковський) був високого поняття честі, гідності та порядності. Абдулов — людиною взагалі у всіх проявах, на п'ять життів за секунду. Тому він так рано відійшов. Табаков розумний і завжди думає про інших, йому вистачає власної знаменитості. Михайло Голубович з Луганська — актор, який у мене на зйомках у «Бірюку» носив камеру. Механік попросив платити йому у важкодоступних місцях. Я сказав: гаразд, заплатіть (з мого гаманця, звичайно). Раптом Мишко підійшов: я її тягатиму. Він із найдобріших і найчуйніших людей. На Малій Житомирській, 14 була майстерня мого товариша, скульптора Миколи Рапая, автора пам'ятників Лесю Курбасу, Михайлу Булгакову, Анатолію Солов'яненку, багатьох київських меморіальних дошок. Хто там тільки не гостював! Микита Міхалков, Олег Янковський, Олександр Абдулов, італійські кінематографісти — зараз усіх і не згадаю. Уявіть: у самому центрі Києва, у дворі майстерні, ми смажили шашлики. Бувало, пригощали перехожих, які заходили за малою потребою у підворіття — і потрапляли на вечірку із кінозірками. Щоправда, мангал у нас періодично викрадали. Останній на моїй пам'яті ми прикували товстим ланцюгом і його все одно забрали. |

### … політику Кремля
| Кремль збожеволів, поставивши проти себе не тільки Україну, а й увесь світ. Я завжди любив все російське: і російську літературу, і російських людей, і російську мову, але з моменту вступу кованого черевика на кримську землю я розумію, що таке Кремль. Я люблю все російське, але ніколи не любив російський уряд: .. царський, радянський, нинішній. Повторюю: по-моєму, Кремль збожеволів, і він за це може дуже здорово поплатитися. |

## Фільмографія

### Режисер
- П'ятниця, 13 (2022)
- Ми є. Ми поруч (2021) — робочі назви: «Помилка в діагнозі», «Ангел» (перший україномовний фільм режисера)[14][15]
- Райські птахи (2008)
- Ніч світла (2004)
- Два місяці, три сонця (1998)
- Перше кохання (1995)
- Хто боїться Вірджинії Вульф? (ТБ) (1992)
- Леді Макбет Мценського повіту (1989)
- Філер (1987)
- Бережи мене, мій талісмане (1986)
- Поцілунок (ТБ) (1983)
- Польоти уві сні та наяву (1982)
- Бірюк (1977)
- Каштанка (ТБ) (1975)
- Ефект Ромашкіна (ТБ) (1973)
- Злодій (1969)

### Сценарист
- Ми є. Ми поруч (2021)
- Ніч світла (2004, у співавт. з Р. Ібрагімбековим)
- Перше кохання (1995, за однойменною повістю І. Тургенєва)
- Дама в автомобілі (1992, у співавт. з Peeter Urbla[et])
- Леді Макбет Мценського повіту (1989, у співавт. з П. Фінном)
- Філер (1987, у співавт. з Р. Ібрагімбековим)
- Поцілунок (ТБ) (1983)
- Бірюк (1977, у співавт. з І. Миколайчуком)

### Продюсер
- Вбити змія (серіал) (2007)
- Літній дощ (2002)